# Ховард, Аянна
Аянна Макалла Ховард (англ. Ayanna MacCalla Howard, род. 24 января 1972) — американская инженер-робототехник, предпринимательница и педагог, декан Инженерного колледжа Университета Огайо.
В Технологическом институте Джорджии Ховард занимала должность председателя Школы интерактивных вычислений в Колледже вычислительной техники, заведовала кафедрой биоинженерии и лабораторией систем автоматизации человека.

## Детство и образование
В детстве Ховард интересовалась роботами, её любимым сериалом был Бионическая женщина.
Ховард получила степень бакалавра наук в Брауновском университете в 1993 г. и степени магистра и доктора философии в области электротехники в Университете Южной Калифорнии в 1994 и 1999 гг. соответственно.
Её диссертация Рекурсивное обучение для манипулирования деформируемыми объектами была написана под руководством Джорджа А. Бекея. Ховард также имеет степень MBA Клермонтского университета последипломного образования.

## Карьера
Ранний интерес Ховард к искусственному интеллекту привел её на руководящую должность в расположенной в Сиэтле компании Axcelis Inc, где она помогала разрабатывать первый коммерческий генетический алгоритм Evolver и Brainsheet, нейросеть, созданную в партнёрстве с Microsoft. С 1993 по 2005 год она работала в Лаборатории реактивного движения НАСА, где занимала различные должности, включая старшего научного сотрудника по робототехнике и замруководителя исследовательских работ.
Ховард стала работать в Технологическом институте Джорджии в 2005 году, став доценткой и основательницей лаборатории HumAnS lab. Она также занимала должность заместителя директора по исследованиям Института робототехники и интеллектуальных машин и председателя междисциплинарной программы по робототехнике для докторов наук в этом университете. В 2017 она стала председателем Школы интерактивных вычислений.
В 2008 году она получила всемирное признание за своих роботов SnoMote, предназначенных для изучения влияния глобального потепления на антарктические ледяные шельфы.
В 2013 году она основала компанию Zyrobotics, которая выпустила свой первый набор терапевтических и образовательных продуктов для детей с особыми потребностями.
Ховард опубликовала более 250 работ в реферируемых журналах и на конференциях, в том числе стала соредактором/соавтором более десятка книг и/или глав книг. Она также получила четыре патента и выступила с более чем 140 приглашенными докладами/выступлениями. Она член Ассоциации по развитию искусственного интеллекта (AAAI) и Института инженеров электротехники и электроники (IEEE). Среди многочисленных наград Ховард есть премия Ассоциации компьютерных исследований (A. Nico Habermann Award) и премия Ричарда Тапиа.
В интервью американскому радио Marketplace, опубликованном в 2020 году, Ховард рассказала, что роботы-компаньоны могут заполнить пустоту, возникшую из-за соцдистанцирования в ходе пандемии COVID-19 в США.
30 ноября 2020 года газета The Columbus Dispatch сообщила, что Ховард назначена следующим деканом Инженерного колледжа Университета штата Огайо и приступит к работе 1 марта, после утверждения советом попечителей. 1 марта 2021 года она вступила в должность, став первой женщиной, занявшей этот пост.
В 2021 году Айанна Ховард была отмечена Ассоциации вычислительной техники за вклад в развитие робототехники, искусственного интеллекта и компьютеризации. В июне 2022 года Ховард была избрана в попечители Брауновского университета.

## Исследования
В сферу научных интересов Ховард входят взаимодействие человека и робота, ассистивная/реабилитационная робототехника, научно-ориентированная/полевая робототехника, а также восприятие, обучение и рассуждения.
Исследования и опубликованные работы Ховард охватывают различные темы в области искусственного интеллекта и робототехники, включая виртуальную реальность для реабилитации и применение робототехники в педиатрической терапии. В своих исследованиях она уделяет особое внимание разработке технологий для интеллектуальных агентов, которые должны взаимодействовать с человеком.

## Признание и награды
Многочисленные достижения Ховард задокументированы более, чем в десятке статей. В 2003 году она была включена в список МТИ Technology Review TR100 как один из 100 лучших в мире инноваторов в возрасте до 35 лет.
В 2004 году она была упомянута в статье журнала Time «Восстание машин».
Она также появилась в научной статье USA Today.
В числе наград Ховард:
- Премия Лью Аллена за выдающиеся достижения, вручаемая Лабораторией реактивного движения (2001)[20]
- Топ-100 молодых инноваторов года по версии журнала MIT Technology Review[англ.] (2003)[16][17]
- Лекторство Гилбрет от Национальной инженерной академии США (2010)[21]
- Премия А. Р. Ньютона[англ.], вручаемая Институтом Аниты Борг (2014)[22][23][24]
- Премия Нико Хаберманна[англ.] Ассоциации вычислительных исследований (2016)[25]
- Медаль выпускницы Брауновского университета (2016)[26]
- Посол по изобретательству AAAS-Lemelson (совместной программы Американской ассоциации содействия развитию науки и Фонда Лемельсона[англ.] (2016—2017)[27]
- Женщина, оставившая след по версии журнала Атланта[англ.] (2017)[8]
- 50 главных американок в сфере технологий журнала Forbes (2018)[28]
- Афинское лекторство Ассоциации вычислительной техники (2021)[11]
- Член Американской ассоциации содействия развитию науки (2021)[29]

## В массовой культуре
Аянна Ховард упоминается в восклицаниях персонажей фантастического мультифильма Netflix Супергигантские братья-роботы (2022) в одном ряду с такими фигурами, как Ада Лавлейс, Кэтрин Джонсон, Артур Кларк и Кэрол Шоу.